# Alchemilla rusbyi
Alchemilla rusbyi é uma espécie de rosácea do gênero Alchemilla, pertencente à família Rosaceae.